# Математична індукція
Математи́чна інду́кція —  це застосування принципу індукції для доведення теорем у математиці. Зазвичай полягає в доведенні правильності твердження стосовно одного з натуральних чисел, а потім всіх наступних.
Принцип індукції полягає в тому, що нескінченна послідовність тверджень {\displaystyle P_{i}}, {\displaystyle i=1,\dots ,\infty }, правильна якщо:
1. {\displaystyle P_{1}} — правильне, та
2. із правильності {\displaystyle P_{k}} випливає правильність (істинність) {\displaystyle P_{k+1}} для всіх k.

Індуктивне доведення наочно може бути представлене у вигляді т.зв. принципу доміно. Нехай довільне число кісточок доміно виставлено в ряд таким чином, що кожна кісточка, падаючи, обов'язково перекине наступну за нею кісточку (це індукційний перехід). Тоді, якщо ми штовхнемо першу кісточку (це база індукції), то всі кісточки в ряду впадуть.
На практиці використовується, щоб довести істинність певного твердження для всіх натуральних чисел. Для цього спочатку перевіряється істинність твердження за номером 1 - база (базис) індукції, а потім доводиться, що, якщо правдиве твердження з номером n, то правдиве й наступне твердження за номером n + 1 - крок індукції, або індукційний перехід.

## Формулювання
Припустимо, що потрібно встановити справедливість нескінченної послідовності тверджень, пронумерованих натуральними числами: {\displaystyle P_{1},P_{2},\ldots ,P_{n},P_{n+1},\ldots }.
| Припустимо, що 1. Встановлено, що {\displaystyle P_{1}} є істинним. (Це твердження називається базою індукції.) 2. Для будь-якого n доведено, що якщо є істинним {\displaystyle P_{n}}, то є істинним {\displaystyle P_{n+1}}. (Це твердження називається індукційним переходом.) Тоді всі твердження нашої послідовності є істинними. |

Логічною підставою для цього методу докази слугує так звана аксіома індукції, п'ята з аксіом Пеано, що визначають натуральні числа. Правильність методу індукції еквівалентна тому, що в будь-якій непорожній підмножині натуральних чисел існує мінімальний елемент.

### Принцип повної математичної індукції
Існує також варіація, так званий принцип повної математичної індукції. Ось його строге формулювання:
| Нехай є послідовність тверджень {\displaystyle P_{1}}, {\displaystyle P_{2}}, {\displaystyle P_{3}}, {\displaystyle \ldots }. Якщо для будь-якого натурального {\displaystyle n} з того, що істинні всі {\displaystyle P_{1}}, {\displaystyle P_{2}}, {\displaystyle P_{3}}, {\displaystyle \ldots }, {\displaystyle P_{n-1}}, випливає також істинність {\displaystyle P_{n}}, то всі твердження в цій послідовності істинні, тобто {\displaystyle (\forall n\in {\mathbb {N} }){\Big (}(\forall i\in \{1;\dots ;n-1\})P_{i}\longrightarrow P_{n}{\Big )}\longrightarrow (\forall n\in {\mathbb {N} })P_{n}}. |

У цій варіації база індукції виявляється зайвою, оскільки є тривіальним окремим випадком індукційного переходу. Дійсно, при {\displaystyle n=1} імплікація {\displaystyle (\forall i\in \{1;\dots ;n-1\})P_{i}\longrightarrow P_{n}} еквівалентна {\displaystyle P_{1}}. Принцип повної математичної індукції є прямим застосуванням сильнішої трансфінітної індукції.
Принцип повної математичної індукції також еквівалентний аксіомі індукції в аксіомах Пеано.

## Історія
Усвідомлення методу математичної індукції окремим методом походить від Блеза Паскаля і Герсоніда, хоча окремі випадки використання цього методу відомі ще в Платона (Діалог Парменід — можливо, міститься на початку приклад неявного індуктивного доведення), Прокла і Евкліда. Сучасну назву методу запровадив британський математик Ауґустус де Морган у 1838 році.

## Приклади
Задача. Довести, що, якими б не були натуральне n і дійсне q ≠ 1, справджується рівність
{\displaystyle 1+q+q^{2}+\cdots +q^{n}={\frac {1-q^{n+1}}{1-q}}.}
Доведення. Індукція по n.
База, n = 1:
{\displaystyle 1+q={\frac {(1-q)(1+q)}{1-q}}={\frac {1-q^{1+1}}{1-q}}.}
Перехід: припустимо, що
{\displaystyle 1+q+\cdots +q^{n}={\frac {1-q^{n+1}}{1-q}},}
тоді
{\displaystyle 1+q+\cdots +q^{n}+q^{n+1}={\frac {1-q^{n+1}}{1-q}}+q^{n+1}=}
{\displaystyle ={\frac {1-q^{n+1}+(1-q)q^{n+1}}{1-q}}={\frac {1-q^{n+1}+q^{n+1}-q^{(n+1)+1}}{1-q}}={\frac {1-q^{(n+1)+1}}{1-q}}},
що й потрібно було довести.
Коментар: істинність твердження {\displaystyle P_{n}} в цьому доведенні — те саме, що й істинність рівності
{\displaystyle 1+q+\cdots +q^{n}={\frac {1-q^{n+1}}{1-q}}.}

## Варіації та узагальнення
- Трансфінітна індукція
- Структурна індукція
- Аксіоми Пеано
- Зворотна індукція або Індукція Коші
- Коіндукція

## Відеоматеріали
- Курс відеолекцій з математичної індукції українською мовою [Архівовано 1 квітня 2016 у Wayback Machine.]
- Приклади розв'язування задач (відео українською мовою)